# Alcides (brigue)
O Alcides foi um navio transporte do tipo brigue que serviu a Armada Imperial Brasileira entre 1827 e 1841.

## História
O brigue era uma embarcação pertencente a companhia portuguesa José Maria de Sá e Cia que foi adquirido pela armada brasileira em 4 de dezembro de 1827, sendo comandado em um primeiro momento por Antônio Carlos Figueira e, em seguida, por João Carqueja. Em 1831 era comandado pelo primeiro tenente José de Sousa Pico. Recebeu o nome Alcides como homenagem a Hércules, visto que Alcides era um sobrenome deste. Possuía 24,6 m de comprimento, boca 6,4 m e pontal 3,6 m. Entre abril de 1834 e março de 1835 permaneceu atracado em Alagoas. Foi descomissionado em 29 de abril de 1841.